# J.J. Nelson
Jamarcus Jermaine Nelson, detto J.J. (Midfield, 24 aprile 1992), è un giocatore di football americano statunitense che milita nel ruolo di wide receiver per gli Oakland Raiders della National Football League (NFL).

## Biografia

### Arizona Cardinals
Nelson al college giocò a football alla University of Alabama at Birmingham dal 2011 al 2014. Fu scelto nel corso del quinto giro (159º assoluto) del Draft NFL 2015 dagli Arizona Cardinals. Il 22 novembre 2015, in una gara contro i Cincinnati Bengals, segnò il primo touchdown in carriera su passaggio del quarterback Carson Palmer. Concluse la sua prima stagione con 2 marcature, mentre nella successiva ne fece registrare 6.
Nel secondo turno della stagione 2017, i Cardinals erano in svantaggio di dieci punti quando Nelson batté due difensori degli Indianapolis Colts segnando un touchdown su passaggio da 45 yard di Palmer. Concluse la partita con 5 ricezioni per 120 yard nella vittoria per 16-13 nei tempi supplementari, venendo premiato come miglior giocatore offensivo della NFC della settimana.

### Oakland Raiders
Nel 2019 Nelson firmò con gli Oakland Raiders.

## Palmarès
- Giocatore offensivo della NFC della settimana: 1

2ª del 2017